# Đông Thạnh, Châu Thành (Hậu Giang)
Đông Thạnh là một xã thuộc huyện Châu Thành, tỉnh Hậu Giang, Việt Nam.

## Địa lý
Xã Đông Thạnh nằm ở phía tây bắc huyện Châu Thành, có vị trí địa lý:
- Phía đông giáp thị trấn Ngã Sáu và xã Đông Phú
- Phía tây giáp huyện Châu Thành A
- Phía nam giáp huyện Châu Thành A và xã Đông Phước A
- Phía bắc giáp thành phố Cần Thơ.

Xã Đông Thạnh có diện tích 15,72 km², dân số năm 2019 là 11.474 người, mật độ dân số đạt 730 người/km².

## Lịch sử
Trước đây, Đông Thạnh là một xã thuộc huyện Châu Thành, tỉnh Cần Thơ cũ.
Xã Đông Thạnh được thành lập sau năm 1975 trên cơ sở hợp nhất hai xã Thường Thạnh và Thường Thạnh Đông trước đó.
Ngày 26 tháng 11 năm 2003, Quốc hội ban hành Nghị quyết số 22/2003/QH11 chia tỉnh Cần Thơ cũ thành thành phố Cần Thơ thuộc trung ương và tỉnh Hậu Giang. Theo đó, các ấp Thạnh Mỹ, Thạnh Huề, Thạnh Thắng, Yên Hạ và một phần ấp Phú Quới của xã Đông Thạnh thuộc địa giới hành chính thành phố Cần Thơ; phần còn lại của xã Đông Thạnh thuộc tỉnh Hậu Giang.
Ngày 2 tháng 1 năm 2004, Chính phủ ban hành Nghị định 05/2004/NĐ-CP. Theo đó, thành lập phường Thường Thạnh thuộc quận Cái Răng, thành phố Cần Thơ trên cơ sở 1.035,81 ha diện tích tự nhiên và 10.431 nhân khẩu của xã Đông Thạnh (phần diện tích, dân số đã điều chỉnh về thành phố Cần Thơ).
Xã Đông Thạnh còn lại 1.181,71 ha diện tích tự nhiên, dân số là 9.153 người.
Ngày 11 tháng 7 năm 2019, Hội đồng Nhân dân tỉnh Hậu Giang ban hành Nghị quyết 11/2019/NQ-HĐND về việc sáp nhập ấp Phú Quới vào ấp Thạnh Thới.
Đến năm 2019, xã Đông Thạnh có diện tích 11,49 km², dân số là 8.872 người, mật độ dân số đạt 772 người/km².
Ngày 10 tháng 1 năm 2020, Ủy ban Thường vụ Quốc hội ban hành Nghị quyết số 869/NQ-UBTVQH14 về việc sắp xếp các đơn vị hành chính cấp huyện, cấp xã thuộc tỉnh Hậu Giang (nghị quyết có hiệu lực từ ngày 1 tháng 2 năm 2020). Theo đó, sáp nhập 4,23 km² diện tích tự nhiên và 2.602 người của xã Phú An của xã Phú An vừa giải thể vào xã Đông Thạnh.
Sau khi sáp nhập, xã Đông Thạnh có diện tích 15,72 km², dân số là 11.474 người.

## Hành chính
Xã Đông Thạnh được chia thành 09 ấp: Khánh Hội A, Khánh Hội B, Khánh An, Phước Thạnh, Phước Tiến, Thạnh Long, Thạnh Thới, Thạnh Thuận và Đông Thuận.